# 서울특별시 부시장
서울특별시 부시장(서울特別市 副市長)은 서울특별시장을 보조하고 시장이 부득이한 사유로 그 직무를 수행할 수 없는 때에는 그 직무를 대행한다. 다른 시·도와 달리 행정부시장을 2명 둘 수 있으며, 임명 시에는 대통령의 재가를 받아야 한다. 또한 다른 시·도의 부시장·부지사보다 한 급수 높은 차관급으로 보한다.

## 역대 부시장

### 경기도 경성부 부부윤
| 시장   | 대수  | 이름           | 임기                               | 출신지              | 출신학교                  | 비고                                                                                         |
| ------ | ----- | -------------- | ---------------------------------- | ------------------- | ------------------------- | -------------------------------------------------------------------------------------------- |
| 김창영 | 초대  | 이범승(李範昇) | 1945년 8월 16일 ~ 1945년 10월 24일 | 충남 연기 (현 세종) | 일본 리츠메이칸 대학 법과 | 양주경찰서장&경성부윤                                                                        |
| 이범승 | 제2대 | 김창영(金昌永) | 1945년 10월 25일 ~ 1946년 9월 29일 | 평북 강계           | 일본 교토대               | 전라남도 참여관 겸 산업부장&전라남도 광공부장 겸 토목과장&경성부윤&경성부 민정관&서울시 고문 |

### 서울특별자유시 부시장
| 시장   | 대수  | 이름           | 임기                                | 출신지    | 출신학교              | 비고                                         |
| ------ | ----- | -------------- | ----------------------------------- | --------- | --------------------- | -------------------------------------------- |
| 김형민 | 제3대 | 임홍재(任鴻宰) | 1946년 9월 30일 ~ 1946년 10월 4일   | 경기 인천 |                       | 인천부 농정과장&인천부윤                     |
| 김형민 | 제4대 | 소선규(蘇宣奎) | 1946년 10월 11일 ~ 1946년 11월 29일 | 전북 익산 | 일본 후쿠시마상업고교 | 서울특별자유시 동대문구청장&제2·5대 국회의원 |

### 서울특별자유시 행정장관[5][6]
| 시장   | 대수 | 이름           | 임기                               | 출신지    | 출신학교              | 비고                                         |
| ------ | ---- | -------------- | ---------------------------------- | --------- | --------------------- | -------------------------------------------- |
| 김형민 | 5대  | 소선규(蘇宣奎) | 1946년 11월 30일 ~ 1948년 4월 11일 | 전북 익산 | 일본 후쿠시마상업고교 | 서울특별자유시 동대문구청장&제2·5대 국회의원 |
| 김형민 | 6대  | 이석기(李錫基) | 1948년 4월 12일 ~ 1949년 2월 7일   | 충남 부여 | 일본 주오대           | 대전부윤&제2·3·5대 국회의원                  |

### 서울특별시 참사관

#### 서울특별시 행정참사관
| 시장   | 대수 | 이름           | 임기                             | 출신지    | 출신학교    | 비고                        |
| ------ | ---- | -------------- | -------------------------------- | --------- | ----------- | --------------------------- |
| 윤보선 | 7대  | 이석기(李錫基) | 1949년 2월 8일 ~ 1949년 7월 31일 | 충남 부여 | 일본 주오대 | 대전부윤&제2·3·5대 국회의원 |

#### 서울특별시 경찰참사관
| 시장   | 대수 | 이름           | 임기                              | 출신지 | 출신학교 | 비고                             |
| ------ | ---- | -------------- | --------------------------------- | ------ | -------- | -------------------------------- |
| 윤보선 | 7대  | 김태선(金泰善) | 1949년 1월 13일 ~ 1949년 7월 31일 |        |          | 수도경찰청장&서울특별시 시경국장 |

### 서울특별시 부시장

#### 서울특별시 부시장
| 시장          | 대수     | 이름           | 임기                                | 출신지                   | 출신학교      | 비고                                  |
| ------------- | -------- | -------------- | ----------------------------------- | ------------------------ | ------------- | ------------------------------------- |
| 윤보선 이기붕 | 초대     | 전예용(全禮鎔) | 1949년 8월 1일 ~ 1951년 9월 15일    |                          | 규슈 제국대학 | 인천부윤&한국은행 부총재              |
| 김태선        | 2대      | 이상용(李相龍) | 1951년 12월 20일 ~ 1952년 3월 13일  | 경기 용인                | 서울상고      | 경상남도 내무국장&경상남도지사        |
| 김태선        | 3대      | 이익흥(李益興) | 1952년 3월 14일 ~ 1953년 11월 22일  | 평북 선천                | 일본 규슈대   | 경기도지사&내무부 장관&제4대 국회의원 |
| 김태선        | 직무대리 | 김응권(金應權) | 1953년 11월 23일 ~ 1953년 12월 13일 |                          |               | 서울특별시 산업국장·내무국장          |
| 김태선        | 4대      | 고재봉(高在鳳) | 1953년 12월 14일 ~ 1954년 9월 11일  |                          |               | 서울특별시장&경전 사장                |
| 김태선        | 직무대리 | 김응권(金應權) | 1954년 9월 12일 ~ 1954년 9월 21일   |                          |               | 서울특별시 산업국장·내무국장          |
| 김태선 고재봉 | 5대      | 조필현(趙弼顯) | 1954년 9월 22일 ~ 1956년 9월 23일   |                          |               |                                       |
| 고재봉 허정   | 6대      | 신용우(申庸雨) | 1956년 9월 24일 ~ 1959년 6월 11일   |                          |               | 전매청장&전라남도지사                 |
| 임흥순        | 7대      | 최응복(崔應福) | 1959년 6월 20일 ~ 1960년 5월 11일   |                          |               |                                       |
| 장기영        | 8대      | 정종철(鄭鍾哲) | 1960년 5월 11일 ~ 1960년 10월 8일   |                          |               | 부산시장&경상남도지사                 |
| 장기영 김상돈 | 9대      | 김주흥(金柱興) | 1960년 10월 8일 ~ 1961년 3월 4일    |                          |               |                                       |
| 김상돈        | 10대     | 최경렬(崔景烈) | 1961년 3월 4일 ~ 1961년 5월 8일     |                          |               |                                       |
| 김상돈        | 직무대리 | 김용진(金容鎭) | 1961년 5월 9일 ~ 1961년 5월 19일    |                          |               | 서울특별시 내무국장                   |
| 윤태일        | 11대     | 전재덕(全在德) | 1961년 5월 20일 ~ 1961년 6월 19일   | 경북 선산 (현 경북 구미) | 육사          | 현역 육군 중령신분                    |
| 윤태일        | 12대     | 김송환(金松煥) | 1961년 6월 19일 ~ 1962년 1월 31일   | 평남 덕천                | 일본 교토대   | 상공부 차관                           |

#### 서울특별시 기획조정관
| 시장   | 대수 | 이름           | 임기                              | 출신지 | 출신학교 | 비고 |
| ------ | ---- | -------------- | --------------------------------- | ------ | -------- | ---- |
| 윤태일 | 1대  | 안영기(安榮基) | 1961년 8월 25일 ~ 1964년 8월 30일 |        |          |      |
| 윤치영 | 2대  | 조성래(趙聖來) | 1964년 8월 31일 ~ 1966년 4월 27일 |        |          |      |

#### 서울특별시 제1부시장
| 시장          | 대수     | 이름           | 임기                               | 출신지                     | 출신학교      | 비고 |
| ------------- | -------- | -------------- | ---------------------------------- | -------------------------- | ------------- | --- |
| 윤태일        | 13대     | 김송환(金松煥) | 1962년 2월 1일 ~ 1963년 4월 13일   | 평남 덕천                  | 일본 교토대   | 상공부 차관 |
| 윤태일        | 14대     | 김영준(金榮俊) | 1963년 4월 13일 ~ 1963년 12월 31일 | 경북 예천                  | 서울대        | 경제기획원 차관보&농림부 장관&한국전력공사 사장                                                                |
| 윤치영        | 15대     | 김병완(金炳玩) | 1963년 12월 31일 ~ 1964년 7월 22일 |                            |               | 민주공화당 상임위원                                                                                            |
| 윤치영        | 직무대리 | 김세준(金世駿) | 1964년 7월 23일 ~ 1964년 8월 21일  |                            |               | 서울특별시 내무국장                                                                                            |
| 윤치영        | 16대     | 전재덕(全在德) | 1964년 9월 2일 ~ 1966년 4월 27일   | 경북 선산 (현 경북 구미)   | 육사          | 행정개혁위원회 위원&중앙정보부 제2차장                                                                         |
| 김현옥        | 17대     | 이기수(李基洙) | 1966년 4월 27일 ~ 1968년 5월 21일  | 전남 장성                  | 서울대        | 경상남도지사&내무부 지방행정국장                                                                               |
| 김현옥        | 18대     | 남봉진(南鳳振) | 1968년 5월 21일 ~ 1968년 9월 4일   | 경북 대구 (현 경북과 분리) | 경북대        | 경기도지사&내무부 지방국장&서울시립교향악단장                                                                  |
| 김현옥        | 19대     | 김정오(金正五) | 1968년 9월 4일 ~ 1971년 6월 12일   |                            |               | 서울특별시 내무국장                                                                                            |
| 양택식        | 20대     | 강영수(姜泳琇) | 1971년 6월 12일 ~ 1974년 2월 5일   | 경남 진주                  | 부산대        | 경상남도지사&대통령비서실 비서관&내무부 지방국장                                                               |
| 양택식 구자춘 | 21대     | 남문희(南文熙) | 1974년 2월 7일 ~ 1976년 5월 12일   | 경북 영양                  |               | 충청남도 부지사&부산직할시 부시장&수산업협동조합중앙회장                                                       |
| 구자춘        | 직무대리 | 김찬회(金燦會) | 1976년 5월 13일 ~ 1976년 5월 16일  | 경기 안성                  |               | 서울특별시 중·영등포구청장&서울특별시 관광운수국장·재무국장·내무국장·보사국장·기획관리관&인천직할시장          |
| 구자춘        | 22대     | 김성배(金聖培) | 1976년 5월 18일 ~ 1978년 12월 26일 | 강원 강릉                  | 영국 버밍엄대 | 서울특별시 재무국장·기획관리관&서울특별시 제2부시장&강원도지사&서울특별시장                                    |
| 정상천 박영수 | 23대     | 김찬회(金燦會) | 1978년 12월 29일 ~ 1981년 6월 18일 | 경기 안성                  |               | 서울특별시 중·영등포구청장&서울특별시 관광운수국장·재무국장·내무국장·보사국장·기획관리관&인천직할시장          |
| 박영수        | 직무대리 | 박순철(朴順哲) | 1981년 6월 19일 ~ 1981년 6월 25일  |                            |               | 서울특별시 내무국장                                                                                            |
| 박영수        | 24대     | 이상연(李相淵) | 1981년 6월 26일 ~ 1981년 11월 10일 | 경북 성주                  | 경북대        | 대구직할시장&보안사령관 특별보좌관&민주정의당 중앙정치연수원장&정부제1장관 보좌관&내무부 장관&국가안전기획부장 |

#### 서울특별시 제2부시장
| 시장          | 대수     | 이름           | 임기                                | 출신지    | 출신학교      | 비고                                                                                                 |
| ------------- | -------- | -------------- | ----------------------------------- | --------- | ------------- | --- |
| 윤태일 윤치영 | 13대     | 김대만(金大萬) | 1962년 2월 1일 ~ 1966년 3월 29일    | 경남 합천 | 서울대 법대   | 외자청 구매국장&부산직할시장                                                                         |
| 김현옥        | 14대     | 김윤환(金玧煥) | 1966년 3월 30일 ~ 1966년 4월 26일   | 충남 서산 | 인천공고      | 서울특별시 내무국장·청소국장&충청남도지사&제7,8대 농협중앙회장                                       |
| 김현옥        | 15대     | 차일석(車一錫) | 1966년 4월 27일 ~ 1970년 5월 5일    |           |               | 연세대 교수                                                                                          |
| 양택식        | 직무대리 | 김응준(金應埈) | 1970년 5월 6일 ~ 1970년 5월 28일    |           |               | 서울특별시 내무국장                                                                                  |
| 양택식        | 16대     | 최종완(崔鍾浣) | 1970년 5월 29일 ~ 1971년 12월 14일  | 강원 강릉 | 서울대        | 강원도지사&과학기술처 장관&건설부 장관&국립건설연구소장                                              |
| 양택식        | 직무대리 | 김성배(金聖培) | 1971년 12월 15일 ~ 1971년 12월 28일 | 강원 강릉 | 영국 버밍엄대 | 서울특별시 내무국장                                                                                  |
| 양택식 구자춘 | 17대     | 김응준(金應埈) | 1971년 12월 29일 ~ 1975년 3월 19일  |           |               | 서울특별시 재무국장                                                                                  |
| 구자춘        | 18대     | 김성배(金聖培) | 1975년 3월 20일 ~ 1976년 5월 18일   | 강원 강릉 | 영국 버밍엄대 | 서울특별시 재무국장·기획관리관&서울특별시 제1부시장&강원도지사&서울특별시장                          |
| 구자춘        | 19대     | 곽후섭(郭厚燮) | 1976년 5월 18일 ~ 1978년 7월 22일   |           |               | 서울특별시 산업국장·주택국장·도시정비국장                                                            |
| 구자춘 정상천 | 20대     | 김명년(金命年) | 1978년 7월 25일 ~ 1980년 7월 22일   |           |               | 서울특별시 서울지하철건설본부장                                                                      |
| 정상천 박영수 | 21대     | 장원찬(張元燦) | 1980년 7월 23일 ~ 1981년 8월 20일   |           |               | |
| 박영수        | 직무대리 | 박순철(朴順哲) | 1981년 8월 21일 ~ 1981년 8월 26일   |           |               | 서울특별시 내무국장                                                                                  |
| 박영수        | 22대     | 안찬희(安瓚煕) | 1981년 8월 27일 ~ 1981년 11월 10일  | 경기 양평 | 홍익대        | 서울특별시 성복·중·관악·성동·종로구청장&서울특별시 환경국장·재무국장&인천직할시장&제13·14대 국회의원 |

#### 서울특별시 부시장
| 시장                 | 대수 | 이름           | 임기                                | 출신지                     | 출신학교 | 비고                                                                                            |
| -------------------- | ---- | -------------- | ----------------------------------- | -------------------------- | -------- | ----------------------------------------------------------------------------------------------- |
| 박영수 김성배 염보현 | 25대 | 이상연(李相淵) | 1981년 11월 10일 ~ 1985년 2월 21일  | 경북 대구 (현 경북과 분리) | 경북대   | 대구직할시장&국가안전기획부장&내무부 장관                                                       |
| 염보현 김용래        | 26대 | 김진원(金鎭遠) | 1985년 2월 21일 ~ 1988년 12월 13일  | 경기 안성                  | 경희대   | 서울특별시 마포·영등포구청장&서울특별시 기획관리실장                                            |
| 고건 박세직          | 27대 | 윤백영(尹伯榮) | 1988년 12월 13일 ~ 1991년 2월 19일  | 충남 아산                  | 서울대   | 서울특별시 관악구청장&세종문화회관 관장&서울특별시 산업경제국장·재무국장·내무국장·기획관리실장  |
| 이해원 이상배 김상철 | 28대 | 백상승(白相承) | 1991년 2월 19일 ~ 1993년 3월 5일    | 경북 경주                  | 고려대   | 서울특별시 강남·성북구청장&서울특별시 산업경제국장·교통국장·내무국장·상수도사업본부장           |
| 이원종               | 29대 | 우명규(禹命奎) | 1993년 3월 5일 ~ 1993년 12월 27일   | 경북 의성                  |          | 서울특별시 지하철본부장&경상북도지사&서울특별시장                                               |
| 이원종               | 30대 | 이원택(李元宅) | 1993년 12월 27일 ~ 1994년 10월 22일 |                            |          | 서울특별시 영등포·강서구청장                                                                    |
| 우명규 최병렬        | 31대 | 강덕기(姜德基) | 1994년 10월 22일 ~ 1994년 12월 6일  |                            |          | 서울특별시 강동구청장&서울특별시 환경녹지산업국장·기획관리실장&대한적십자사 서울특별시지사 회장 |

#### 서울특별시 행정제1부시장
| 시장          | 대수     | 이름           | 임기                               | 출신지    | 출신학교   | 비고 |
| ------------- | -------- | -------------- | ---------------------------------- | --------- | ---------- | --- |
| 최병렬 조순   | 32대     | 강덕기(姜德基) | 1994년 12월 6일 ~ 1995년 8월 5일   |           |            | 서울특별시 강동구청장&서울특별시 환경녹지산업국장·기획관리실장&대한적십자사 서울특별시지사 회장                                 |
| 조순          | 33대     | 김의재(金義在) | 1995년 8월 5일 ~ 1996년 12월 24일  |           |            | 서울특별시 기획관리실장&제15대 국회의원                                                                                         |
| 조순          | 34대     | 강덕기(姜德基) | 1996년 12월 24일 ~ 1998년 6월 30일 |           |            | 서울특별시 강동구청장&서울특별시 환경녹지산업국장·기획관리실장&대한적십자사 서울특별시지사 회장                                 |
| 고건          | 35대     | 이필곤(李弼坤) | 1998년 7월 1일 ~ 1999년 8월 5일    | 서울      | 서울대     | 중앙일보 대표이사 사장 |
| 고건          | 36대     | 강홍빈(康泓彬) | 1999년 8월 17일 ~ 2002년 6월 30일  | 황해 재령 | 서울대     | 서울시립대 교수&서울역사박물관장&서울시정개발연구원장                                                                           |
| 이명박        | 37대     | 김우석(金禹奭) | 2002년 7월 1일 ~ 2003년 11월 1일   | 서울      | 서울대     | 서울특별시 기획예산실장 |
| 이명박        | 38대     | 원세훈(元世勳) | 2003년 11월 3일 ~ 2006년 6월 30일  | 경북 영주 | 서울대     | 서울특별시 강남구청장&서울특별시 보건사회국장·공무원교육원장·상수도사업본부장·경영기획실장&서울특별시의회 사무처장&국가정보원장 |
| 오세훈        | 39대     | 김흥권(金興權) | 2006년 7월 1일 ~ 2007년 12월 12일  | 충남 논산 | 연세대     | 서울특별시 산업경제국장·문화국장·행정국장·상수도사업본부장                                                                      |
| 오세훈        | 40대     | 나진구(羅鎭求) | 2007년 12월 12일 ~ 2010년 6월 30일 | 경북 고령 | 고려대     | 서울시립대 교수&서울특별시 상수도사업본부장·경영기획실장&서울특별시의회 사무처장                                                |
| 오세훈        | 41대     | 권영규(權寧奎) | 2010년 7월 1일 ~ 2011년 10월 28일  | 경북 안동 | 경북대     | 서울특별시 문화국장·행정국장·경영기획실장                                                                                       |
| 박원순        | 직무대리 | 최항도(崔伉燾) | 2011년 10월 29일 ~ 2011년 11월 8일 |           | 한국외대   | 서울특별시 기획조정실장 |
| 박원순        | 42대     | 김상범(金尙範) | 2011년 11월 9일 ~ 2014년 6월 24일  |           | 건국대     | 서울특별시 교통국장·산업국장·도시교통본부장·비서실장·기획조정실장&서울시정개발연구원장                                          |
| 박원순        | 직무대리 | 정효성(丁效聲) | 2014년 6월 25일 ~ 2014년 7월 15일  | 전북 전주 | 성균관대   | 서울특별시 문화국장, 대변인, 행정국장, 기획조정실장                                                                             |
| 박원순        | 43대     | 정효성(丁效聲) | 2014년 7월 15일 ~ 2015년 6월 30일  | 전북 전주 | 성균관대   | 서울특별시 문화국장, 대변인, 행정국장, 기획조정실장                                                                             |
| 박원순        | 44대     | 류경기(柳炅基) | 2015년 7월 1일 ~ 2017년 12월       | 전남 담양 | 서울시립대 | |
| 박원순        | 45대     | 윤준병(尹準炳) | 2017년 12월 ~ 2019년 4월 30일      | 전북 정읍 | 서울대     | 서울특별시 교통기획관·도시교통본부장·기획조정실장                                                                               |
| 박원순        | 46대     | 강태웅(姜泰雄) | 2019년 4월 ~ 2020년 1월 16일       | 전북 군산 | 서울대     | 서울특별시 기획조정실장·경제진흥본부장                                                                                          |
| 박원순 오세훈 | 47대     | 서정협(徐正協) | 2020년 1월 17일 ~ 2021년 4월 22일  | 울산      | 서울대     | 서울특별시 기획조정실장, 서울특별시장 권한대행                                                                                  |
| 오세훈        | 직무대리 | 조인동(曺仁棟) | 2021년 4월 23일 ~ 2021년 5월 14일  | 전남 광주 | 서울대     | 서울특별시청 일자리노동정책관, 경제정책실장, 기획조정실장                                                                       |
| 오세훈        | 48대     | 조인동(曺仁棟) | 2021년 5월 14일 ~ 2022년 6월 30일  | 전남 광주 | 서울대     | 서울특별시청 일자리노동정책관, 경제정책실장, 기획조정실장                                                                       |
| 오세훈        | 직무대리 | 김의승(金意承) | 2022년 7월 1일 ~ 2022년 7월 31일   | 경북 안동 | 고려대     | 서울특별시청 기후환경본부장, 경제정책실장, 기획조정실장                                                                         |
| 오세훈        | 49대     | 김의승(金意承) | 2022년 8월 1일 ~ 2023년 12월 27일  | 경북 안동 | 고려대     | 서울특별시청 기후환경본부장, 경제정책실장, 기획조정실장                                                                         |
| 오세훈        | 직무대리 | 김상한(金尙漢) | 2023년 12월 27일 ~ 2024년 5월 2일  | 경북 포항 | 고려대     | 서울특별시청 행정국장, 복지정책실장, 기획조정실장                                                                               |
| 오세훈        | 50대     | 김상한(金尙漢) | 2024년 5월 3일 ~ 2024년 12월 31일  | 경북 포항 | 고려대     | 서울특별시청 행정국장, 복지정책실장, 기획조정실장                                                                               |
| 오세훈        | 직무대리 | 김태균(金泰均) | 2025년 1월 1일 ~ 2025년 2월 21일   | 서울      | 연세대     | 서울특별시청 대변인, 경제정책실장, 기획조정실장                                                                                 |
| 오세훈        | 51대     | 김태균(金泰均) | 2025년 2월 21일 ~                  | 서울      | 연세대     | 서울특별시청 대변인, 경제정책실장, 기획조정실장                                                                                 |

#### 서울특별시 행정제2부시장
| 시장          | 대수     | 이름            | 임기                               | 출신지      | 출신학교   | 비고                                                                                             |
| ------------- | -------- | --------------- | ---------------------------------- | ----------- | ---------- | ------------------------------------------------------------------------------------------------ |
| 최병렬 조순   | 32대     | 이동(李棟)      | 1994년 12월 6일 ~ 1995년 8월 2일   |             | 서울대     | 서울시립대 총장&서울특별시 시정연구관·종합시설본부장·시정개혁위원                                |
| 조순          | 33대     | 홍순길(洪淳佶)  | 1995년 8월 5일 ~ 1996년 12월 24일  |             | 성균관대   |                                                                                                  |
| 조순 고건     | 34대     | 김학재(金學載)  | 1996년 12월 24일 ~ 2002년 6월 30일 |             | 한양대     |                                                                                                  |
| 이명박        | 35대     | 최재범(崔在範)  | 2002년 7월 1일 ~ 2004년 4월 11일   | 경남 거창   | 연세대     | 서울특별시 도시계획국장·건설안전관리본부장&한국주거한경학회장                                    |
| 이명박        | 36대     | 양윤재(梁鈗在)  | 2004년 7월 8일 ~ 2005년 9월 28일   | 대구        | 서울대     | 서울대 교수&서울특별시 환경보전정책보좌관·청계천복원추진본부장                                   |
| 이명박        | 37대     | 장석효(張錫孝)  | 2005년 10월 12일 ~ 2006년 6월 30일 | 경기 고양   | 서울대     | 서울특별시 도로국장·건설안전관리본부장·지하철건설본부장·청계천복원추진본부장&한국도로공사 사장   |
| 오세훈        | 38대     | 최창식(崔昌植)  | 2006년 7월 1일 ~ 2008년 12월       | 충북 영동   | 성균관대   | 서울특별시 중구청장&서울특별시 지하철건설본부장·건설안전본부장·뉴타운사업본부장                  |
| 오세훈        | 39대     | 이덕수(李德洙)  | 2009년 1월 23일 ~ 2010년 6월 30일  |             | 한양대     | 서울특별시 뉴타운사업단장·도시계획국장·균형발전추진본부장                                        |
| 오세훈        | 40대     | 김영걸(金永杰)  | 2010년 7월 1일 ~ 2011년 10월 28일  |             | 고려대     | 서울특별시 건설기획국장·도시계획국장·도시기반시설본부장·균형발전본부장&서울메트로 사장           |
| 박원순        | 직무대리 | 최항도(崔伉燾)  | 2011년 10월 29일 ~ 2011년 11월 8일 |             | 한국외대   | 서울특별시 기획조정실장                                                                          |
| 박원순        | 41대     | 문승국(文承國)  | 2011년 11월 9일 ~ 2013년 7월 25일  | 전남 순천   | 육사       | 서울특별시 도심활성화추진단장·물관리국장                                                         |
| 박원순        | 직무대리 | 김병하(金丙河)  | 2013년 7월 25일 ~ 2013년 8월 19일  |             | 연세대     | 서울특별시청 기술심사담당관·도시계획국장·도시안전실장                                            |
| 박원순        | 42대     | 김병하(金丙河)  | 2013년 8월 19일 ~ 2014년 6월 24일  |             | 연세대     | 서울특별시청 기술심사담당관·도시계획국장·도시안전실장                                            |
| 박원순        | 직무대리 | 정효성(丁效聲)  | 2014년 6월 25일 ~ 2014년 7월 15일  | 전북 전주   | 성균관대   | 서울특별시 문화국장, 대변인, 행정국장, 기획조정실장                                              |
| 박원순        | 43대     | 이건기(李建基)  | 2014년 7월 15일 ~ 2015년 6월 30일  | 전남 장성   | 서울시립대 | 서울특별시청 도심재정비반장, 건축기획과장, 주택기획관, 주택정책실장                              |
| 박원순        | 44대     | 이제원(李悌源)  | 2015년 7월 9일 ~ 2017년 12월       | 경북 경주   | 연세대     | 서울특별시청 도시계획과장, 균형개발추진단장, 도시계획국장, 도시재생본부장                        |
| 박원순        | 45대     | 김준기 (金俊基) | 2018년 1월 ~ 2018년 6월            | 서울        | 연세대     | 서울특별시청 도시계획과장, 도시기반시설본부 시설국장&도시철도국장, 안전총괄본부장                |
| 박원순        | 46대     | 진희선(陳熹善)  | 2018년 7월 ~ 2020년 6월 30일       | 서울        | 연세대     | 서울특별시청 주거정비과장, 주거재생정책관, 주택건축국장, 도시재생본부장                          |
| 박원순 오세훈 | 47대     | 김혁진(金鶴鎭)  | 2020년 7월 1일 ~ 2021년 4월 22일   | 경북 경주시 | 서울대     | 서울특별시청 물순환안전국장, 도시계획국장, 도시기반시설본부장, 안전총괄실장                      |
| 오세훈        | 직무대리 | 류훈(柳訓)      | 2021년 4월 23일 ~ 2021년 5월 14일  | 전남 고흥군 | 홍익대     | 서울특별시청 도시계획국장, 주거사업기획관, 도시기반시설본부 시설국장, 주택건축국장, 도시재생실장 |
| 오세훈        | 48대     | 류훈(柳訓)      | 2021년 5월 14일 ~ 2022년 6월 30일  | 전남 고흥군 | 홍익대     | 서울특별시청 도시계획국장, 주거사업기획관, 도시기반시설본부 시설국장, 주택건축국장, 도시재생실장 |
| 오세훈        | 직무대리 | 한제현(韓堤鉉)  | 2022년 7월 1일 ~ 2022년 7월 31일   | 전북 임실   | 연세대     | 서울특별시청 물순환안전국장, 도시기반시설본부장, 안전총괄실장                                    |
| 오세훈        | 49대     | 한제현(韓堤鉉)  | 2022년 8월 1일 ~ 2023년 1월 10일   | 전북 임실   | 연세대     | 서울특별시청 물순환안전국장, 도시기반시설본부장, 안전총괄실장                                    |
| 오세훈        | 직무대리 | 유창수(柳昌洙)  | 2023년 1월 10일 ~ 2023년 2월 5일   | 전북 부안   | 서울시립대 | 서울특별시청 정책보좌관, 이스트아이그룹 도시본부 대표이사, 서울특별시청 주택정책실 실장          |
| 오세훈        | 50대     | 유창수(柳昌洙)  | 2023년 2월 6일 ~ 2024년 12월 31일  | 전북 부안   | 서울시립대 | 서울특별시청 정책보좌관, 이스트아이그룹 도시본부 대표이사, 서울특별시청 주택정책실 실장          |
| 오세훈        | 직무대리 | 김성보 (金成甫) | 2025년 1월 1일 ~ 2025년 2월 21일   | 전남 강진   | 서울시립대 | 서울특별시청 주택정책실장, 도시기반시설본부장, 재난안전실장                                      |
| 오세훈        | 51대     | 김성보 (金成甫) | 2025년 2월 21일 ~                  | 전남 강진   | 서울시립대 | 서울특별시청 주택정책실장, 도시기반시설본부장, 재난안전실장                                      |

#### 서울특별시 정무부시장
| 시장   | 대수     | 이름           | 임기                                | 출신지    | 출신학교       | 비고 |
| ------ | -------- | -------------- | ----------------------------------- | --------- | -------------- | --- |
| 조순   | 32대     | 이해찬(李海瓚) | 1995년 7월 1일 ~ 1995년 12월 26일   | 충남 청양 | 서울대         | 교육부 장관&국무총리&제13·14·15·16·17·19대 국회의원&민주당 당무기획실장&새천년민주당 최고위원                                                                           |
| 조순   | 33대     | 최수병(崔洙秉) | 1995년 12월 26일 ~ 1996년 12월 26일 | 광주      | 서울대         | 경제기획원 기획관리실장&공정거래위원회 위원장&신용보증기금 이사장 |
| 조순   | 34대     | 김희완(金熙完) | 1996년 12월 26일 ~ 1998년 6월 30일  | 경기 이천 | 연세대         | |
| 고건   | 35대     | 신계륜(申溪輪) | 1998년 7월 1일 ~ 1999년 8월 11일    | 전남 함평 | 고려대         | 제14·16·17·19대 국회의원&통합민주당 사무총장 |
| 고건   | 36대     | 박병석(朴炳錫) | 1999년 8월 11일 ~ 2000년 2월 12일   | 대전      | 성균관대       | 새정치국민회의 총재 특별보좌관&제17·18·19대 국회의원&민주당 정책위원회 의장&국회부의장                                                                                  |
| 고건   | 37대     | 탁병오(卓秉伍) | 2000년 2월 13일 ~ 2002년 6월 30일   | 전북 임실 | 전북대         | 서울특별시 보건사회국장·재무국장·환경관리실장&서울특별시의회 사무처장                                                                                                   |
| 이명박 | 38대     | 정두언(鄭斗彦) | 2002년 7월 1일 ~ 2003년 11월 1일    | 서울 종로 | 서울대         | 제17·18·19대 국회의원&한나라당 최고위원&여의도연구소장 |
| 이명박 | 39대     | 이춘식(李春植) | 2003년 11월 3일 ~ 2005년 9월 5일    | 경북 포항 | 연세대         | 서울시도시개발공사 감사&제18대 국회의원 |
| 이명박 | 40대     | 정태근(鄭泰根) | 2005년 9월 5일 ~ 2006년 6월 30일    | 서울      | 연세대         | 제18대 국회의원 |
| 오세훈 | 41대     | 권영진(權泳臻) | 2006년 7월 1일 ~ 2007년 12월 10일   | 경북 안동 | 고려대         | 서울디지털대학교 교수&제18대 국회의원&미래사회연구소장 (現) 대구광역시장                                                                                                |
| 오세훈 | 직무대리 | 나진구(羅鎭求) | 2007년 12월 10일 ~ 2007년 12월 12일 | 대구      | 고려대         | 서울특별시 기획조정실장 (現) 중랑구청장 |
| 오세훈 | 직무대리 | 권영규(權寧奎) | 2007년 12월 24일 ~ 2008년 5월 12일  | 경북 안동 | 경북대         | 서울특별시 기획조정실장 |
| 오세훈 | 42대     | 이상철(李相哲) | 2008년 5월 13일 ~ 2009년 9월 24일   | 부산      | 서울대         | 조선일보 편집국장&월간조선 대표이사 사장 |
| 오세훈 | 직무대리 | 권영규(權寧奎) | 2009년 9월 25일 ~ 2009년 10월 24일  | 경북 안동 | 경북대         | 서울특별시 기획조정실장 |
| 오세훈 | 43대     | 서장은(徐張恩) | 2009년 10월 26일 ~ 2010년 6월 30일  | 경북 포항 | 고려대         | 서울특별시 정무조정실장&여의도연구소 감사 |
| 오세훈 | 44대     | 조은희(趙恩禧) | 2010년 7월 1일 ~ 2011년 8월 26일    | 경북 청송 | 이화여대       | 서울특별시 여성가족정책관&양성평등실현연합 공동대표 |
| 오세훈 | 직무대리 | 최항도(崔伉燾) | 2011년 8월 27일 ~ 2011년 10월 26일  |           | 한국외대       | 서울특별시 기획조정실장 |
| 박원순 | 45대     | 김형주(金炯柱) | 2011년 11월 1일 ~ 2012년 11월 1일   | 경남 사천 | 한국외대       | 제17대 국회의원&서울청소년문화교류센터 소장&참여연대 대표&아름다운재단 배분위원                                                                                         |
| 박원순 | 46대     | 기동민(奇東旻) | 2012년 11월 1일 ~ 2014년 4월 14일   | 전남 장성 | 성균관대       | 대통령비서실 정무수석보좌관&서울특별시 정무부시장 비서관 |
| 박원순 | 직무대리 | 정효성         | 2014년 4월 25일 ~ 2014년 6월 22일   | 전북 전주 | 성균관대       | 서울특별시 문화국장, 대변인, 행정국장, 기획조정실장 |
| 박원순 | 47대     | 임종석(任鍾晳) | 2014년 6월 23일 ~ 2015년 12월 22일  | 전남 장흥 | 한양대         | 제16·17대 국회의원, 청와대 비서실장 |
| 박원순 | 직무대리 | 장혁재(張爀載) | 2015년 12월 23일 ~ 2016년 1월 14일  | 경기 포천 | 고려대         | 서울시립대 행정처장, 일자리기획단장, 서울시 기후환경본부장, 기조실장 직무대리, 기조실장                                                                                 |
| 박원순 | 48대     | 하승창(河勝彰) | 2016년 1월 15일 ~ 2017년 3월 15일   | 서울      | 연세대         | 2011년 박원순 서울시장후보 총괄기획단장, 2014년 박원순 서울시장후보 총괄기획단장, 서울정책박람회 총감독                                                                 |
| 박원순 | 49대     | 김종욱(金鐘煜) | 2017년 3월 16일 ~ 2018년 3월 20일   | 서울      | 고려대         | |
| 박원순 | 50대     | 진성준(陳聲準) | 2018년 6월 29일 ~ 2019년 3월 20일   | 전북 전주 | 전북대         | 제19대 국회의원, 대통령비서실 정무수석실 정무기획비서관 |
| 박원순 | 51대     | 김원이(金元二) | 2019년 3월 21일 ~ 2019년 11월 29일  | 전남 신안 | 성균관대       | 교육부 장관정책보좌관 |
| 박원순 | 52대     | 문미란(文美蘭) | 2019년 12월 16일 ~ 2020년 7월 1일   | 전북 군산 | 이화여대       | 서울특별시 여성가족정책실장, 미국 변호사 |
| 박원순 | 53대     | 김우영(金宇榮) | 2020년 7월 2일 ~ 2021년 4월 9일     | 강원 강릉 | 한국과학기술원 | 서울 은평구청장&대통령비서실 시민사회수석실 제도개혁비서관&정무수석실 자치발전비서관                                                                                    |
| 오세훈 | 직무대리 | 조인동(曺仁棟) | 2021년 4월 9일 ~ 2021년 4월 28일    | 전남 광주 | 서울대         | 서울시 서울혁신기획관, 서울시 일자리노동정책관, 서울시 경제정책실장, 기획조정실장                                                                                       |
| 오세훈 | 54대     | 김도식(金度植) | 2021년 4월 29일 ~ 2022년 3월 18일   | 미상      | 명지대학교     | 동국대학교 영상대학원 문화콘텐츠학과 겸임교수 |
| 오세훈 | 직무대리 | 김의승(金意承) | 2022년 3월 19일 ~ 2022년 4월 17일   | 경북 안동 | 고려대학교     | 서울시 대변인, 서울시 기후환경본부장, 서울시 경제정책실장, 기획조정실장                                                                                                 |
| 오세훈 | 55대     | 송주범(宋周範) | 2022년 4월 18일 ~ 2022년 8월 8일    | 서울      | 건국대학교     | 청음회관 운영위원장, 포스코건설 자문역, LG 디스플레이 상임고문 |
| 오세훈 | 56대     | 오신환(吳晨煥) | 2022년 8월 9일 ~ 2023년 5월 19일    | 서울      | 건국대학교     | 제20대 국회의원, 바른정당 수석대변인&원내대표, 바른미래당 원내수석부대표& 비상대책위원&사무총장&원내대표, HOW's 이사장                                                  |
| 오세훈 | 57대     | 강철원(姜哲遠) | 2023년 5월 22일 ~ 2024년 6월 30일   | 광주      | 연세대학교     | 서울시 민생특별보좌관, 서울시 정무조정실장, 서울시 홍보기획관, 정종복·오세훈 국회의원 보좌관                                                                            |
| 오세훈 | 58대     | 김병민(金炳玟) | 2024년 7월 1일 ~                    | 서울      | 경희대학교     | 경희대학교 총학생회장, 제6대 서초구의회 의원, 여의도연구원 정책자문위원, 경희대학교 행정학과 겸임교수, 국회 정치개혁특별위원회 자문위원, 국민의힘 비상대책위원&최고위원 |

## 같이 보기
- 서울특별시
- 서울특별시장